# Szanyi Jenő
| Szanyi Jenő                               | Szanyi Jenő                               |
| Kattints az alábbi külső linkek egyikére! | Kattints az alábbi külső linkek egyikére! |
| ----------------------------------------- | ----------------------------------------- |
| Nem található szabad kép.(?)              |                                           |
| külső link · jogvédett                    | Szanyi Jenő. Magyar Életrajzi Lexikon.    |

Szanyi Jenő (Pókafa vagy Szepetk, 1926. április 1. – Koppenhága, 1974. február 23.) magyar közgazdász, egyetemi tanár, a közgazdaság-tudományok doktora (1972). Szanyi Tibor politikus édesapja.

## Élete
Szanyi János és Simán Etelka gyermekeként született. A közgazdaságtudományi egyetemen szerzett diplomát, 1950-ben. Előbb a Fa-, Papír- és Tüzelőanyag Külkereskedelmi Vállalat (LIGNIMPEX) munkatársa volt, majd 1951-től a közgazdaságtudományi egyetem külkereskedelmi tanszékén működött mint tanársegéd, 1954-ben adjunktus lett, 1967-től pedig tanszékvezető egyetemi tanár. 1973-tól haláláig dolgozott a koppenhágai magyar kereskedelmi kirendeltség tanácsosaként, a Külkereskedelmi Minisztérium alkalmazásában. Művei a külkereskedelmi technika és szervezés kérdéseivel, valamint a nemzetközi munkamegosztást taglalják. 1974. március 8-án a Farkasréti temetőben helyezték örök nyugalomra.

## Fontosabb művei
- A külkereskedelem hatása a nyugatnémet gazdaságra (kandidátusi értekezés; Bp., 1961)
- Nyugat-Németország gazdasága (Bp., 1965)
- Gazdasági növekedés és külkereskedelem (Bp., 1971)
- A külkereskedelem technikája és szervezése (Gulyás Józseffel; Bp., 1963., 4. javított kiad., Bp., 1974)